# Bathymedon covilhani
Bathymedon covilhani är en kräftdjursart som beskrevs av J. L. Barnard 1961. Bathymedon covilhani ingår i släktet Bathymedon och familjen Oedicerotidae. Inga underarter finns listade i Catalogue of Life.